# Маріу Колуна
Маріу Колуна (порт. Mário Coluna, нар. 6 серпня 1935 — пом. 25 лютого 2014, Мапуту) — португальський футболіст, що грав на позиції півзахисника.
Виступав, зокрема, за «Бенфіку», а також національну збірну Португалії. Він вважався одним з найкращих півзахисників свого покоління, також розглядається як один з найталановитіших португальських гравців усіх часів.

## Клубна кар'єра
Народився 6 серпня 1935 року в родині португальця і мозамбійки в Португальській Східній Африці, де і почав грати у футбол. З 1950 по 1952 рік виступав у двох командах двох різних ліг Мозамбіку: «Дешпортіву», що входив у Футбольну асоціацію Лоуренсу Маркіш (Колуна спочатку виступав за молодіжний склад, потім за перший), та «Жуан Албазіні», що складався тільки з чорношкірих, в Африканській футбольній асоціації (Колуна виступав за першу команду).
В 1954 році Колуна був запрошений до метрополії у столичну «Бенфіка», де за перший сезон він забив 14 голів в 26 іграх і виграв перший зі своїх десяти національних чемпіонатів. Згодом, він був успішно перероблений в центрального або атакуючого півзахисника бразильським тренером Отто Глорією, на якій позиції і провів усю подальшу кар'єру. Крім того Колуна був капітаном «Бенфіки» з 1963 по 1970 рік. За час виступів за «орлів» Колуна десять разів виборював титул чемпіона Португалії, шість разів виграв Кубок Португалії та двічі ставав володарем Кубка чемпіонів УЄФА. При цьому Колуна забив в обох фіналах Кубка європейських чемпіонів, виграних Бенфікою: в 1961 році він забив вирішальний третій гол у ворота «Барселони» (3:2) з дальньої дистанції, а наступного року проти клубу «Реал Мадрид» Колуна забив також третій гол своєї команди, який допоміг встановити нічийний рахунок 3:3, а згодом Еусебіо забив ще два голи і приніс лісабонцям другий трофей поспіль.
Завершив професійну ігрову кар'єру у французькому «Ліоні», за який недовго виступав протягом сезону 1970/71 років.

## Виступи за збірну
1955 року дебютував в офіційних іграх у складі національної збірної Португалії в товариському матчі з Шотландією (0:3).
У складі збірної був учасником чемпіонату світу 1966 року в Англії, на якому команда здобула бронзові нагороди, а Колуна був капітаном команди та увійшов до символічної збірної турніру.
Протягом кар'єри у національній команді, яка тривала 14 років, провів у формі головної команди країни 57 матчів, забивши 8 голів.

## Подальше життя
Після проголошення незалежности Мозамбіку у 1975 році, Колуна повернувся на батьківщину, де двічі очолював збірну Мозамбіку, був міністром спорту Мозамбіку (1994—1999), а з 1975 року працював у Федерації футболу Мозамбіку, з 1999 — президент федерації.
Помер 25 лютого 2014 року на 79-му році життя у місті Мапуту, столиці Мозамбіку, в результаті ускладнень від легеневої інфекції (в тому числі однієї зупинки серця).

## Титули і досягнення
- Чемпіон Португалії (10):

«Бенфіка»: 1954/55, 1956/57, 1959/60, 1960/61, 1962/63, 1963/64, 1964/65, 1966/67, 1967/68, 1968/69
- Володар Кубка Португалії (6):

«Бенфіка»: 1954/55, 1956/57, 1958/59, 1961/62, 1963/64, 1968/69
- Володар Кубка чемпіонів УЄФА (2):

«Бенфіка»: 1960/61, 1961/62
- Бронзовий призер чемпіонату світу: 1966

## Статистика виступів
| Сезон     | Клуб                 | Ліга       | Чемпіонат | Чемпіонат | Кубок | Кубок | Міжн. | Міжн. | Всього | Всього |
| Сезон     | Клуб                 | Ліга       | Ігри      | Голи      | Ігри  | Голи  | Ігри  | Голи  | Ігри   | Голи   |
| --------- | -------------------- | ---------- | --------- | --------- | ----- | ----- | ----- | ----- | ------ | ------ |
| 1954—1955 | Бенфіка              | Вища Ліга  | 26        | 14        |       |       |       |       | 32     | 17     |
| 1955—1956 | Бенфіка              | Вища Ліга  | 26        | 11        |       |       |       |       | 29     | 12     |
| 1956—1957 | Бенфіка              | Вища Ліга  | 20        | 5         |       |       |       |       | 29     | 7      |
| 1957—1958 | Бенфіка              | Вища Ліга  | 24        | 6         |       |       |       |       | 35     | 9      |
| 1958—1959 | Бенфіка              | Вища Ліга  | 25        | 8         |       |       |       |       | 34     | 13     |
| 1959—1960 | Бенфіка              | Вища Ліга  | 23        | 10        |       |       |       |       | 33     | 16     |
| 1960—1961 | Бенфіка              | Вища Ліга  | 24        | 4         |       |       |       |       | 35     | 8      |
| 1961—1962 | Бенфіка              | Вища Ліга  | 24        | 6         |       |       |       |       | 40     | 9      |
| 1962—1963 | Бенфіка              | Вища Ліга  | 26        | 2         |       |       |       |       | 40     | 5      |
| 1963—1964 | Бенфіка              | Вища Ліга  | 23        | 2         |       |       |       |       | 33     | 5      |
| 1964—1965 | Бенфіка              | Вища Ліга  | 23        | 8         |       |       |       |       | 42     | 12     |
| 1965—1966 | Бенфіка              | Вища Ліга  | 22        | 3         |       |       |       |       | 31     | 4      |
| 1966—1967 | Бенфіка              | Вища Ліга  | 19        | 2         |       |       |       |       | 23     | 2      |
| 1967—1968 | Бенфіка              | Вища Ліга  | 20        | 3         |       |       |       |       | 33     | 3      |
| 1968—1969 | Бенфіка              | Вища Ліга  | 24        | 3         |       |       |       |       | 35     | 4      |
| 1969—1970 | Бенфіка              | Вища Ліга  | 15        | 1         |       |       |       |       | 19     | 1      |
| 1970—1971 | Ліон                 | Дивизион 1 | 19        | 2         |       |       |       |       | —      | —      |
| 1971—1972 | Ештрела (Порталегрі) | Третя Ліга |           |           |       |       |       |       | —      | —      |